# Эйнбродт, Павел Петрович
Павел Петрович Эйнбродт (нем. Paul Frederick Einbrodt; 1833 или 1835 — 1865) — русский учёный-физиолог, ординарный профессор Московского университета.

## Биография
Сын анатома Петра Петровича Эйнбродта. Родился в Московском уезде 5 (17) ноября 1833 года (биографические словари и другие источники указывают на 1835 год). Воспитывался в московском воспитательном доме, затем учился во 2-й московской гимназии, которую окончил в 1851 году.
По окончании медицинского факультета Московского университета в 1857 году он за диссертацию «De pericarditide acuta» («Об остром перикардите») был удостоен степени доктора медицины и назначен помощником прозектора сравнительной анатомии и физиологии и преподавал эти предметы студентам. В 1858 году был командирован на два года за границу, где работал в физиологических институтах Э. Дюбуа-Реймона и К. Людвига. По возвращении из-за границы был назначен экстраординарным профессором Московского университета по кафедре физиологии; в 1864 году  утверждён ординарным профессором.
Павел Петрович Эйнбродт устроил при университете новый физиологический институт, в котором его помощниками были Ф. П. Шереметевский и А. И. Бабухин.
Умер 26 июля (7 августа) 1865 года в Монтрё (Швейцария) от наследственного туберкулёза лёгких. Был похоронен в Москве на Введенском кладбище; могила утрачена.